# ルイ・ゴダン

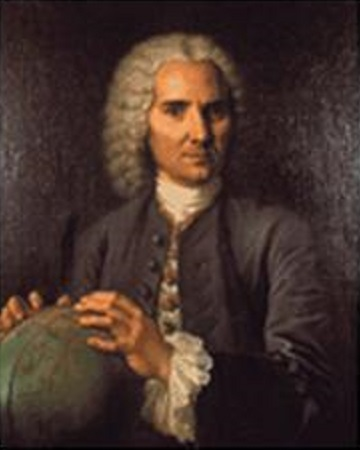

ルイ・ゴダン（Louis Godin、1704年2月28日 - 1760年9月11日）は、フランスの天文学者。フランス科学アカデミーによる子午線弧長の精密測量事業のペルー探検隊に参加した。

## 人物
パリに生まれた。1725年から科学アカデミーのメンバーとなった。1735年、科学アカデミーはアイザック・ニュートンが予測した地球が扁平であるという説を確認するために、北極付近のラップランド（トルネ谷）と赤道付近のペルーに緯度差1度に相当する子午線弧長を計測する探検隊を派遣した。ゴダンはシャルル＝マリー・ド・ラ・コンダミーヌとピエール・ブーゲと共にペルー隊に参加した。この事業によって地球が扁球であることが証明された。
ゴダンはしばらく南アメリカにとどまり、リマの大学の教授を務めた。ヨーロッパに戻ってスペイン、カディスの海軍大学の校長となった。
月のクレーターにゴダンの名が命名されている。